# Burttdavya
Burttdavya là một chi thực vật có hoa trong họ Thiến thảo (Rubiaceae).

## Loài
Chi Burttdavya gồm các loài: